# Terni
Terni város Olaszország Umbria régiójában, Terni megyében.

## Története
Az umberek alapították i. e. 672-ben. I. e. 299-ben a rómaiak foglalták el és a Via Flaminia egyik jelentős állomása volt. A 3. században Szent Bálint mártír püspök alapította meg első keresztény templomát. A Nyugatrómai Birodalom bukása után, fekvése miatt barbár támadásoknak többször is áldozatául esett. 1174-ben I. Frigyes német-római császár seregei pusztították el. A következő századokban a Nápoly és Firenze közötti kereskedelmi út fontos állomása volt. 1420-ban V. Márton pápa zsoldosai meghódították a Pápai állam részére. 1797-ben a Francia Köztársasághoz, majd 1804-től Napóleon császárságához került. 1860-ban az egyesült Olasz Királysághoz csatolták. 1943-ban itt szerveződött az Antonio Gramsci partizánbrigád, majd angolszász bombatámadások után, 1944-ben az angol Harold Alexander tábornok csapatai foglalták el. A háború utáni évtizedben a várost helyreállították.

## Látnivalók
- Dóm (Santa Maria Assunta-katedrális)
- Sant'Alò-templom
- San Salvatore-templom
- San Pietro-templom
- San Lorenzo-templom
- San Francesco-templom
- Teatro Verdi

## Testvérvárosok
- Saint-Ouen, Franciaország
- Dunaújváros, Magyarország
- Cartagena, Spanyolország
- Prága (Prága 8), Csehország

## Jegyzetek

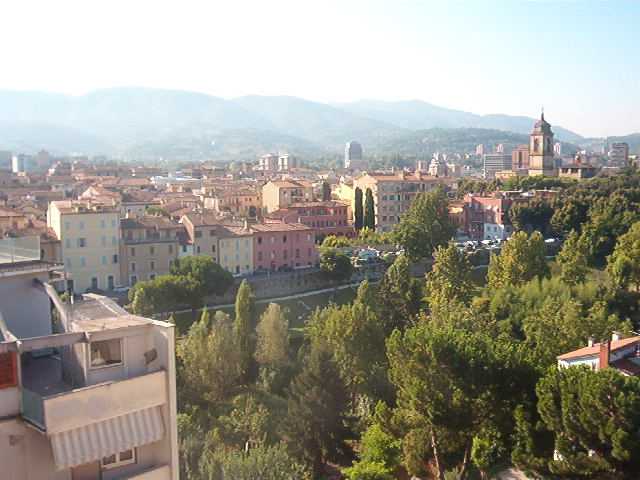
A történelmi városmag

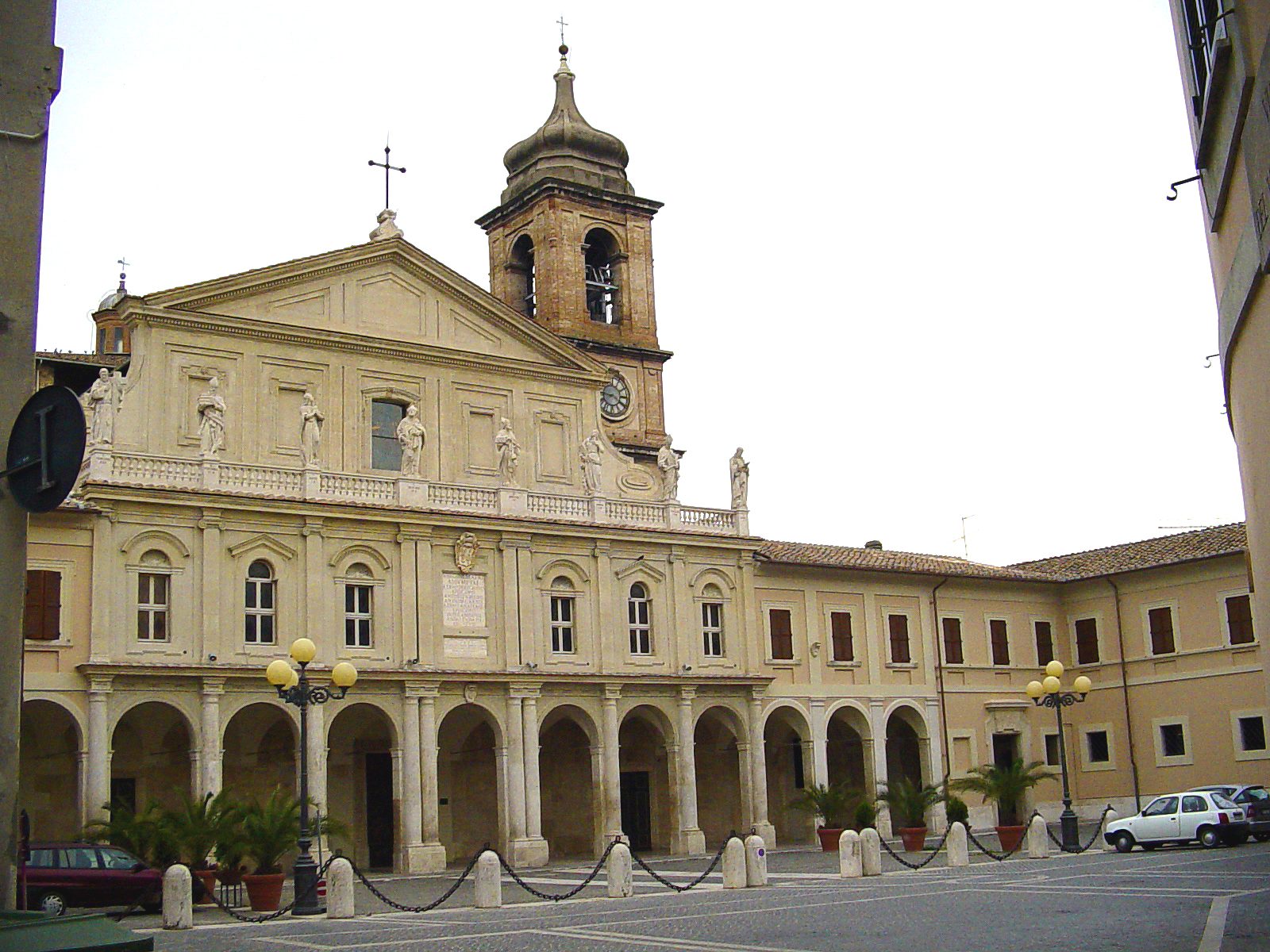
A terni dóm

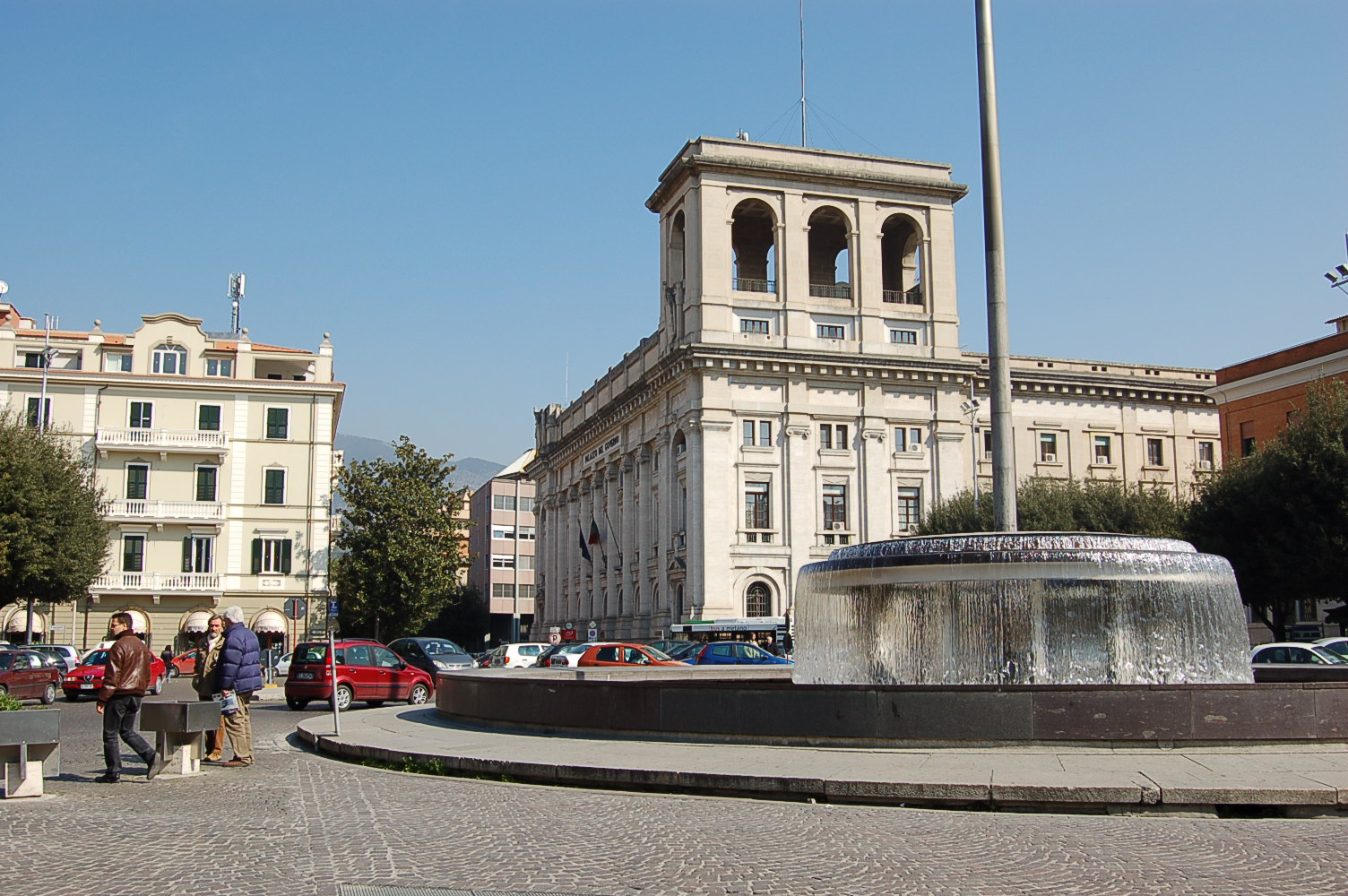
A Tacitus tér

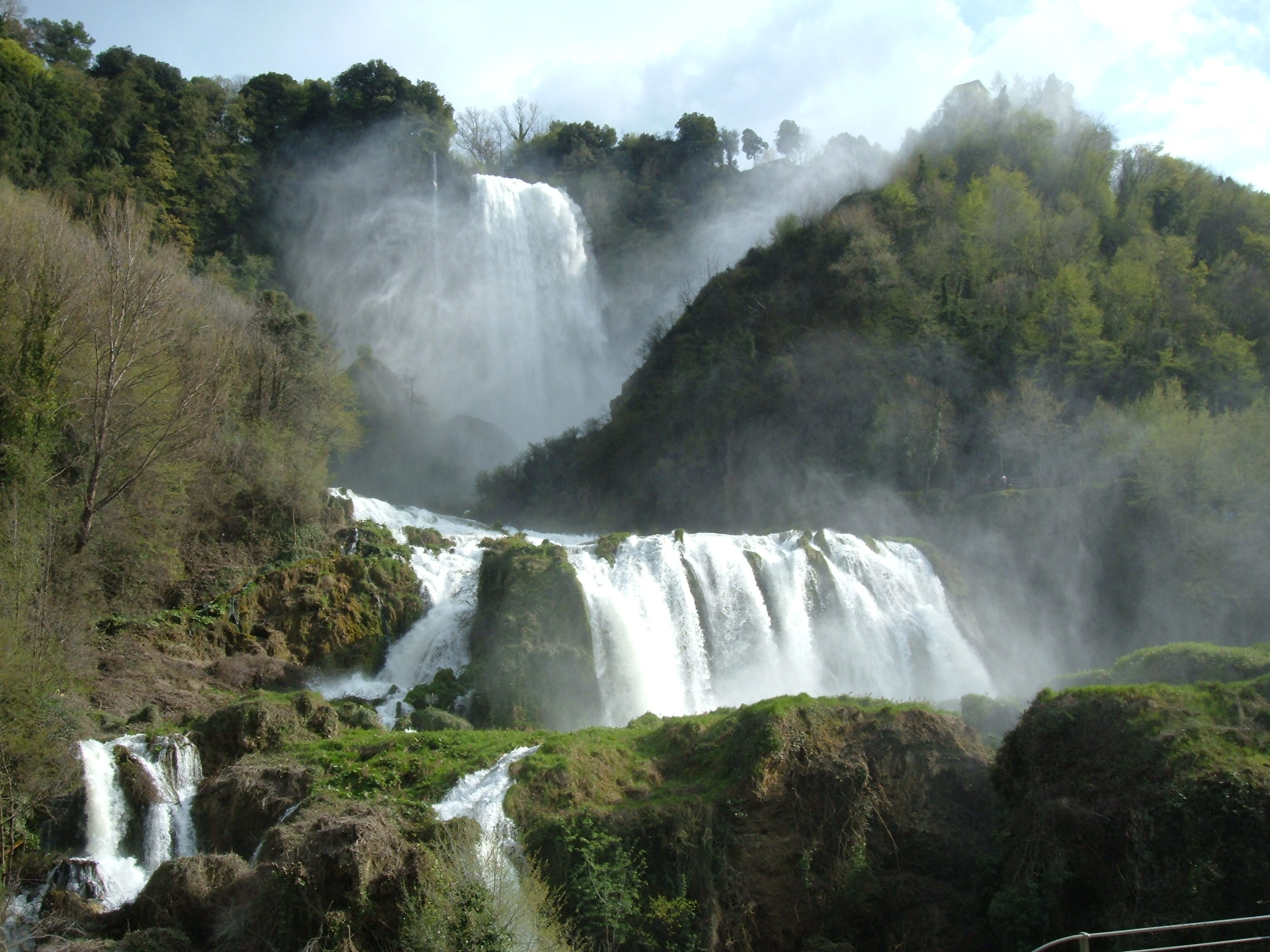
A Marmore-vízesés (Márvány-vízesés)